# غيل شيروود
غيل شيروود هي مغنية كندية، ولدت في 4 مارس 1929، وتوفيت في 31 ديسمبر 2017.

## وصلات خارجية
- غيل شيروود على موقع IMDb (الإنجليزية)
- غيل شيروود على موقع ميوزك برينز (الإنجليزية)
- غيل شيروود على موقع ديسكوغز (الإنجليزية)
- غيل شيروود على موقع قاعدة بيانات الفيلم (الإنجليزية)